# Afrodacarellus minutus
Afrodacarellus minutus är en spindeldjursart som beskrevs av Hurlbutt 1974. Afrodacarellus minutus ingår i släktet Afrodacarellus och familjen Rhodacaridae. Inga underarter finns listade i Catalogue of Life.